# 卡斯特魯·布朗庫總統鎮 (巴拉那州)
卡斯特魯·布朗庫總統鎮（葡萄牙語：Presidente Castelo Branco）是一個位於巴西南部巴拉那州的市鎮。